# Nuoto ai Giochi della XXVII Olimpiade - 100 metri dorso maschili
Si sono svolte 7 batterie di qualificazione. I primi 16 atleti si sono qualificati per le semifinali.

## Batterie
17 settembre 2000

### 1ª batteria
| Posizione | Atleta             | Paese      | Tempo   |
| --------- | ------------------ | ---------- | ------- |
| 1         | Alexandru Ivlev    | Moldavia   | 57.91   |
| 2         | Benjamin Lo-Pinto  | Seychelles | 58.90   |
| 3         | German Martinez    | Colombia   | 59.94   |
| 4         | Pavel Sidorov      | Kazakistan | 1:01.02 |
| 5         | Mauricio Prudencia | Bolivia    | 1:01.15 |
| 6         | Faisal Al-Mahmeed  | Kuwait     | 1:05.17 |
| 7         | Welbert Samuel     | Micronesia | 1:12.38 |

### 2ª batteria
| Posizione | Atleta               | Paese         | Tempo   |
| --------- | -------------------- | ------------- | ------- |
| 1         | Sung Min             | Corea del Sud | 57.12   |
| 2         | Diego Gallo          | Uruguay       | 58.18   |
| 3         | Dulyarit Phuangthong | Thailandia    | 58.48   |
| 4         | Gary Tan             | Singapore     | 58.69   |
| 5         | Mehdi Addadi         | Algeria       | 58.74   |
| 6         | Mike Fung A Wing     | Suriname      | 59.06   |
| 7         | Konstantin Prayhkin  | Kirghizistan  | 59.86   |
| 8         | Nicholas Neckles     | Barbados      | 1:00.19 |

### 3ª batteria
| Posizione | Atleta               | Paese         | Tempo |
| --------- | -------------------- | ------------- | ----- |
| 1         | Blaz Medvesek        | Slovenia      | 57.26 |
| 2         | Markus Rogan         | Austria       | 58.35 |
| 3         | Philipp Gilgen       | Svizzera      | 57.50 |
| 4         | Mattias Ohlin        | Svezia        | 57.51 |
| 5         | Scott Talbot-Cameron | Nuova Zelanda | 57.86 |
| 6         | Ivan Angelov         | Bulgaria      | 58.03 |
| 7         | Milorad Čavić        | Jugoslavia    | 58.25 |
| 8         | Haitham Hassan       | Egitto        | 58.67 |

### 4ª batteria
| Posizione | Atleta               | Paese      | Tempo |
| --------- | -------------------- | ---------- | ----- |
| 1         | Simon Dufour         | Francia    | 56.01 |
| 2         | Serguei Ostaptchouk  | Russia     | 56.26 |
| 3         | Răzvan Florea        | Romania    | 56.35 |
| 4         | Alex Lim             | Malaysia   | 56.81 |
| 5         | Miroslav Machovic    | Slovacchia | 56.95 |
| 5         | Nuno Laurentino      | Portogallo | 56.95 |
| 7         | Ouyang Kunpeng       | Cina       | 57.45 |
| 8         | Eduardo German Otero | Argentina  | 58.09 |

### 5ª batteria
| Posizione | Atleta              | Paese       | Tempo |
| --------- | ------------------- | ----------- | ----- |
| 1         | Stev Theloke        | Germania    | 55.00 |
| 2         | Bartosz Kizierowski | Polonia     | 55.14 |
| 3         | Neil Walker         | Stati Uniti | 55.34 |
| 4         | Gordan Kožulj       | Croazia     | 55.34 |
| 5         | Eithan Urbach       | Israele     | 55.44 |
| 6         | Mariusz Siembida    | Polonia     | 56.27 |
| 7         | Emanuele Merisi     | Italia      | 56.35 |
| 8         | Rogério Romero      | Brasile     | 56.44 |

### 6ª batteria
| Posizione | Atleta             | Paese     | Tempo |
| --------- | ------------------ | --------- | ----- |
| 1         | Matthew Welsh      | Australia | 54.70 |
| 2         | Steffen Driesen    | Germania  | 55.39 |
| 3         | Rodolfo Falcón     | Cuba      | 55.61 |
| 4         | David Ortega       | Spagna    | 55.80 |
| 5         | Derya Büyükunçu    | Turchia   | 56.21 |
| 6         | Marko Strahija     | Croazia   | 56.26 |
| 7         | Darius Grigalionis | Lituania  | 56.47 |
| 8         | Simon Thirsk       | Sudafrica | 57.06 |

### 7ª batteria
| Posizione | Atleta                | Paese       | Tempo |
| --------- | --------------------- | ----------- | ----- |
| 1         | Lenny Krayzelburg     | Stati Uniti | 54.38 |
| 2         | Josh Watson           | Australia   | 55.09 |
| 3         | Alexandre Massura     | Brasile     | 55.58 |
| 3         | Péter Horváth         | Ungheria    | 55.81 |
| 5         | Chris Renaud          | Canada      | 55.85 |
| 6         | Adam Ruckwood         | Regno Unito | 56.19 |
| 7         | Mark Versfeld         | Canada      | 56.50 |
| 8         | Volodymyr Nikolaychuk | Ucraina     | 56.71 |

## Semifinali
17 settembre 2000

### 1° semifinale
| Posizione | Atleta            | Paese       | Tempo |
| --------- | ----------------- | ----------- | ----- |
| 1         | Matthew Welsh     | Australia   | 54.52 |
| 2         | Josh Watson       | Australia   | 54.93 |
| 3         | Neil Walker       | Stati Uniti | 55.20 |
| 4         | Chris Renaud      | Canada      | 55.70 |
| 5         | Alexandre Massura | Brasile     | 56.07 |
| 5         | Gordan Kožulj     | Croazia     | 56.26 |
| 7         | David Ortega      | Spagna      | 56.33 |
| 8         | Adam Ruckwood     | Regno Unito | 56.34 |

### 2° Semifinale
| Posizione | Atleta              | Paese       | Tempo |
| --------- | ------------------- | ----------- | ----- |
| 1         | Lenny Krayzelburg   | Stati Uniti | 54.32 |
| 2         | Stev Theloke        | Germania    | 54.95 |
| 3         | Eithan Urbach       | Israele     | 55.31 |
| 4         | Bartosz Kizierowski | Polonia     | 55.34 |
| 5         | Steffen Driesen     | Germania    | 55.41 |
| 6         | Rodolfo Falcón      | Cuba        | 55.59 |
| 7         | Péter Horváth       | Ungheria    | 55.65 |
| 8         | Simon Dufour        | Francia     | 55.79 |

## Finale
18 settembre 2000
| Posizione | Atleta              | Paese       | Tempo |
| --------- | ------------------- | ----------- | ----- |
|           | Lenny Krayzelburg   | Stati Uniti | 53.72 |
|           | Matthew Welsh       | Australia   | 54.07 |
|           | Stev Theloke        | Germania    | 54.82 |
| 4         | Josh Watson         | Australia   | 55.01 |
| 5         | Bartosz Kizierowski | Polonia     | 55.04 |
| 6         | Neil Walker         | Stati Uniti | 55.14 |
| 7         | Steffen Driesen     | Germania    | 55.27 |
| 8         | Eithan Urbach       | Israele     | 55.74 |